# Arichanna maculata
Arichanna maculata là một loài bướm đêm trong họ Geometridae.